# Johan Kjeldahl

Johan Kjeldahl

Johan Gustav Christoffer Thorsager Kjeldahl (* 16. August 1849 in Jægerspris; † 18. Juli 1900 in Tisvilde) war ein dänischer Chemiker, der sich vor allem mit dem Zucker- und Eiweißstoffwechsel in Pflanzen sowie der Entwicklung und Verbesserung von chemischen Analyseverfahren beschäftigte. Er leitete von 1876 bis zu seinem Tod die chemische Abteilung des Carlsberg-Laboratoriums in Kopenhagen und wurde bekannt durch die Entwicklung eines Verfahrens zur Messung des Stickstoff- beziehungsweise Proteingehalts organischer Proben.
Diese als Kjeldahlsche Stickstoffbestimmung beziehungsweise Kjeldahlometrie nach ihm benannte Methode fand bereits kurz nach ihrer Vorstellung eine praktisch universelle Verbreitung und Akzeptanz in der analytischen Chemie. Vor allem im Bereich der Lebensmittelchemie ist sie bis in die Gegenwart als Referenzstandard zur Bestimmung des Eiweißgehaltes etabliert. Johan Kjeldahl wurde für sein Wirken unter anderem in die Königlich Dänische Akademie der Wissenschaften sowie in die Akademie der Wissenschaften in Christiania aufgenommen und mit dem Ritterkreuz des Dannebrog-Ordens ausgezeichnet.

## Leben

### Ausbildung

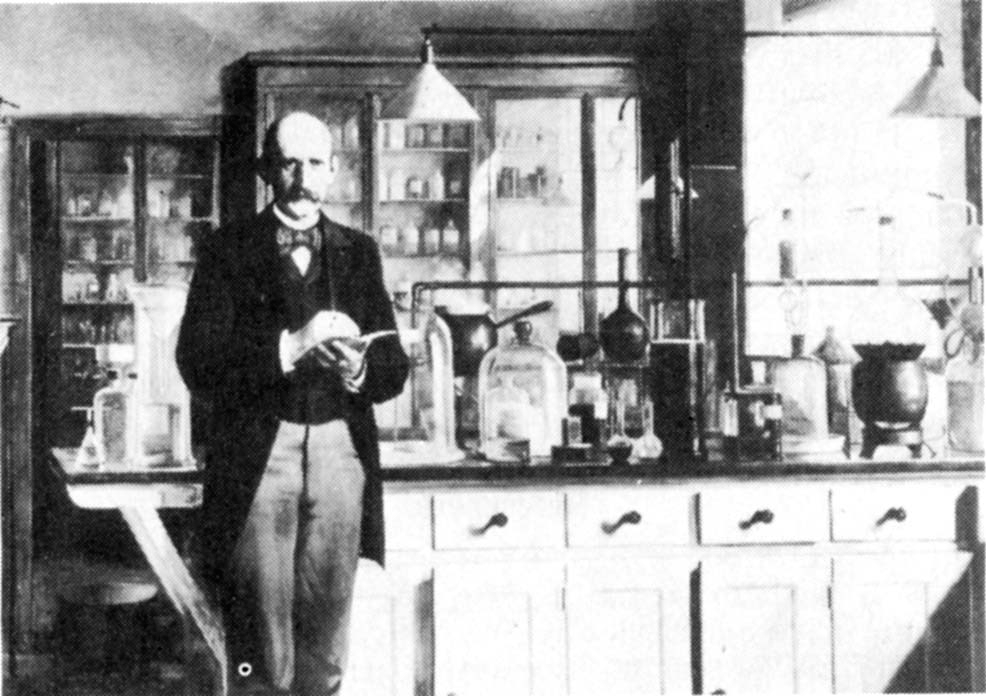
Johan Kjeldahl in seinem Labor; Reproduktion eines Bildes von Otto Haslund, 1896–1897

Johan Kjeldahl wurde 1849 als Sohn des Bezirksarztes und späteren Justizrates Jørgen Pedersen Kjeldahl (1805–1899) und dessen Frau Johanne Georgine geb. Lohmann (1810–1910) in Jægerspris auf der Insel Seeland geboren. Er absolvierte bis 1867 das Staatsgymnasium in Roskilde und anschließend ein Studium an der Polytechnischen Lehranstalt (Polyteknisk Læreanstalt) in Kopenhagen, gegenwärtig Dänemarks Technische Universität, das er 1873 mit dem Staatsexamen als Kandidat der angewandten Naturwissenschaften abschloss. Danach arbeitete er zwei Jahre lang im chemischen Labor der Landwirtschaftshochschule (Landbohøjskole) in Frederiksberg als Assistent von Christen Thomsen Barfoed, der sich schwerpunktmäßig der chemischen Analytik widmete und 1873 die Barfoedsche Probe zur Unterscheidung zwischen Monosacchariden und Di-, Oligo- oder Polysacchariden veröffentlicht hatte.

### Tätigkeit am Carlsberg-Laboratorium
Im Mai 1875 wechselte Johan Kjeldahl, nachdem Barfoed ihn dem Gründer der Carlsberg-Brauerei Jacob Christian Jacobsen empfohlen hatte, an das im selben Jahr entstandene Carlsberg-Laboratorium, an dem er von Oktober 1876 bis zu seinem Tod die Abteilung für Chemie leitete. Er beschäftigte sich hier zunächst mit technischen Kontrolluntersuchungen im Rahmen der Bierherstellung, wandte sich jedoch später wissenschaftlichen Fragestellungen zu. Zu seinen Schülern zählte unter anderem der Botaniker und Physiologe Wilhelm Johannsen, der ab 1881 am Carlsberg-Laboratorium tätig war.
Da Johan Kjeldahl in Bezug auf seine eigene Forschung überaus kritisch und anspruchsvoll hinsichtlich der Überprüfung und Absicherung seiner Ergebnisse war, veröffentlichte er insbesondere im späteren Verlauf seiner Karriere nur wenige Arbeiten. Hinzu kam, dass er in den letzten Jahren seines Lebens gelegentlich unter Depressionen litt, die durch wiederholte Erholungskuren zu Unterbrechungen seiner Arbeit führten. Er blieb sein Leben lang unverheiratet und galt historischen Überlieferungen zufolge als scheu und bescheiden sowie seinen Mitarbeitern gegenüber als freundlich und hilfsbereit.

### Tod
Johan Kjeldahl kam im Juli 1900 rund einen Monat vor seinem 51. Geburtstag beim Baden in Tisvilde, einem Urlaubs- und Erholungsort an der dänischen Kattegatküste, ums Leben (zur Todesursache siehe Anmerkungen zur Literatur). Sein Nachfolger am Carlsberg-Laboratorium wurde Søren Sørensen, der die chemische Abteilung bis 1938 leitete.

## Wissenschaftliches Wirken

### Untersuchungen zur Bierherstellung
In seinen ersten Jahren am Carlsberg-Laboratorium widmete sich Johan Kjeldahl insbesondere der Analyse von Bier und Bierwürze sowie Untersuchungen zum Einfluss der Temperatur und anderer äußerer Faktoren auf die Aktivität zuckerbildender Enzyme. Er veröffentlichte hierzu in den Jahren 1878, 1879 und 1881 drei Abhandlungen in den Berichten des Laboratoriums (Meddelelser fra Carlsberglaboratoriet) und beschrieb darin unter anderem auch eine Verbesserung der zum Zuckernachweis genutzten Titration mit Fehlingscher Lösung. Seine anfangs vor allem anwendungsbezogenen Arbeiten zu Enzymen führten ihn darüber hinaus zu pflanzenphysiologischen Studien zum Stoffwechsel von Kohlenhydraten und zu Untersuchungen des damals „Invertin“ genannten Enzyms Invertase, das gelegentlich auch als „Saccharase“ bezeichnet wird.

### Die Kjeldahlsche Stickstoffbestimmung

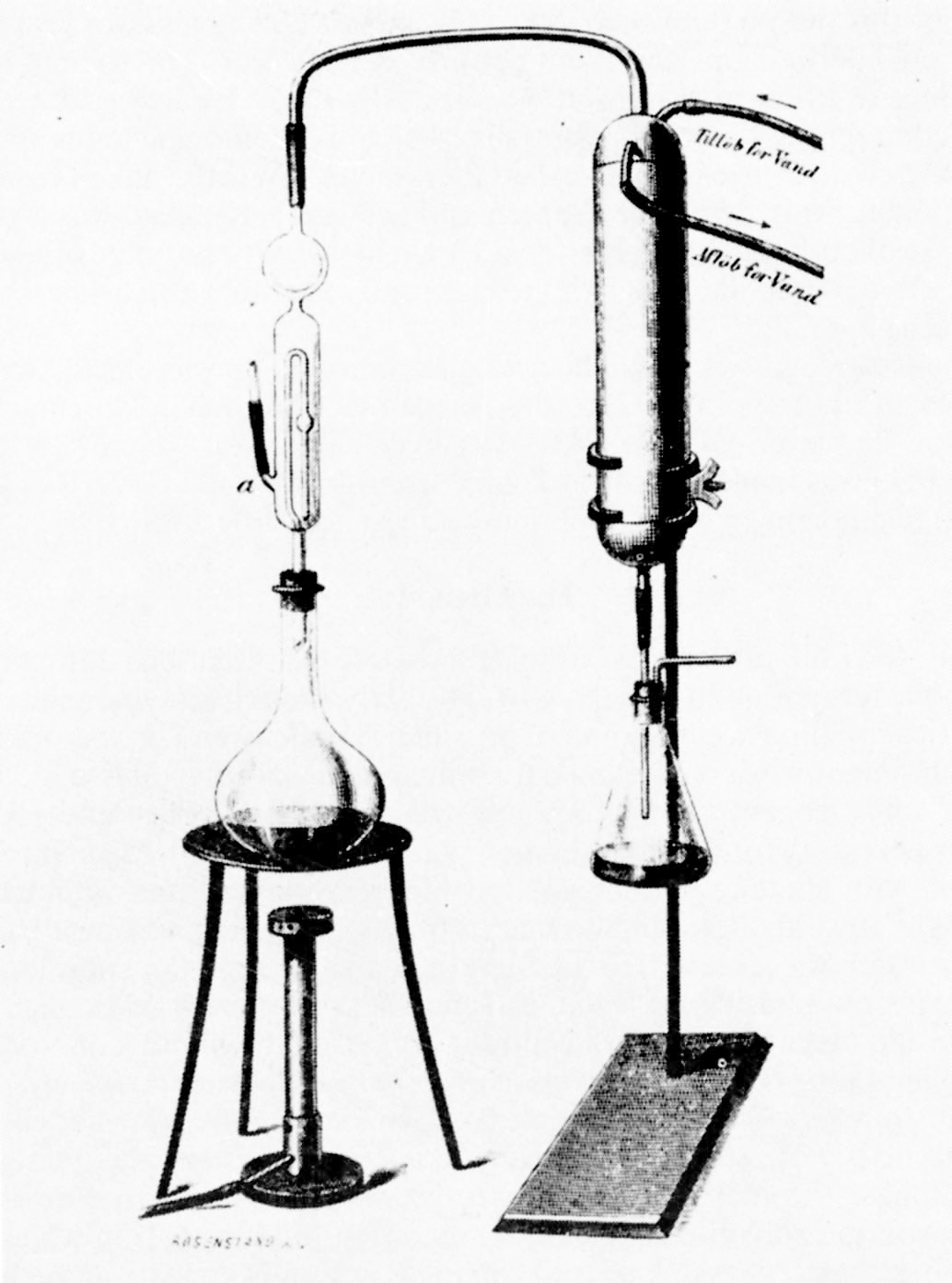
Darstellung der Originalapparatur von Kjeldahl für seine Methode zur Stickstoffbestimmung; Holzschnitt von Johan Frederik Rosenstand, veröffentlicht 1883

Bekannt wurde Johan Kjeldahl insbesondere durch die 1883 von ihm vorgestellte Kjeldahlsche Stickstoffbestimmung, die er ab 1881 entwickelte, um die Eiweißumbildung bei der Keimung von Pflanzensamen zu untersuchen und um im Rahmen des Brauprozesses den Eiweißgehalt von Getreide bestimmen zu können. Entsprechend den Vorgaben für Mitarbeiter des Carlsberg-Laboratoriums, dass kein Ergebnis von theoretischer oder praktischer Bedeutung geheim gehalten werden dürfe, präsentierte er das Verfahren zunächst der Dänischen Chemischen Gesellschaft (Kemisk Forening) im Rahmen eines Vortrages am 7. März 1883. Außerdem veröffentlichte er es im selben Jahr gleichzeitig in den Berichten des Carlsberg-Laboratoriums und in der Zeitschrift für Analytische Chemie.
Die Methode erlaubte über ihre ursprüngliche Anwendung hinaus in einer Vielzahl von Lebensmitteln, Umweltproben sowie anderem Untersuchungsmaterial tierischen oder pflanzlichen Ursprungs eine Bestimmung des Proteinanteils. Bereits kurz nach ihrer Einführung ermöglichte sie auch die Bearbeitung von biochemischen Fragestellungen zum Proteinumsatz in Lebewesen, deren Untersuchung zuvor nicht oder nur mit deutlich aufwändigeren und langwierigeren Methoden möglich gewesen war. Andere Wissenschaftler konnten beispielsweise mit Hilfe des Verfahrens zeigen, dass physiologisch vorkommende Proteine praktisch keine Azo-, Nitro- und Nitrosogruppen enthalten. Grundlage dieses Nachweises war, dass der in diesen funktionellen Gruppen enthaltene Stickstoff im Gegensatz zum Stickstoff in Aminogruppen nicht direkt mit Schwefelsäure zu Ammoniumsulfat umgesetzt werden kann, dem ersten Schritt der Kjeldahlschen Stickstoffbestimmung, sondern zuvor reduziert werden muss, und dass eine vorherige Reduktion zu keinen oder nur geringen Unterschieden im gemessenen Stickstoffgehalt führte.
Die Kjeldahlsche Stickstoffbestimmung wurde in der Folgezeit rasch durch andere Wissenschaftler verbessert. So beschrieb Hermann Wilfarth 1885 den Einsatz von metallischen Katalysatoren zur Beschleunigung der Reaktion und Jan Willem Gunning vier Jahre später die Zugabe von Kaliumsulfat. Zu weiteren Optimierungen wie beispielsweise der Verwendung einer höheren Reaktionstemperatur sowie zu Anpassungen an bestimmte Probenmaterialien erschienen in den folgenden Jahrzehnten mehrere tausend Publikationen. Die ersten Geräte zur Durchführung der Methode brachte bereits 1884 der deutsche Unternehmer Carl Heinrich Gerhardt aus Bonn auf den Markt.

### Weitere Arbeiten
Johan Kjeldahl selbst nutzte die von ihm entwickelte Methode zur Stickstoffmessung nach ihrer Vorstellung nur gelegentlich und führte keine systematischen Studien zur Proteinchemie durch, sondern beschäftigte sich in den folgenden Jahren vor allem mit der Untersuchung der Hydrolyse von Stärke. Darüber hinaus beschrieb er den Einfluss von Sauerstoff als wichtige Fehlerquelle bei der Bestimmung von Zuckern durch Reduktion von Kupfersalzlösungen. Durch diese Arbeiten trug er dazu bei, dass die zur damaligen Zeit bekannten Daten zu den reduzierenden Eigenschaften verschiedener Kohlenhydrate revidiert wurden. In weiteren Studien untersuchte er das optische Drehungsvermögen von Pflanzenproteinen und wies außerdem den Aminoalkohol Cholin als Bestandteil des Bieres nach.

## Rezeption und Nachwirkung

### Bedeutung seines Lebenswerks

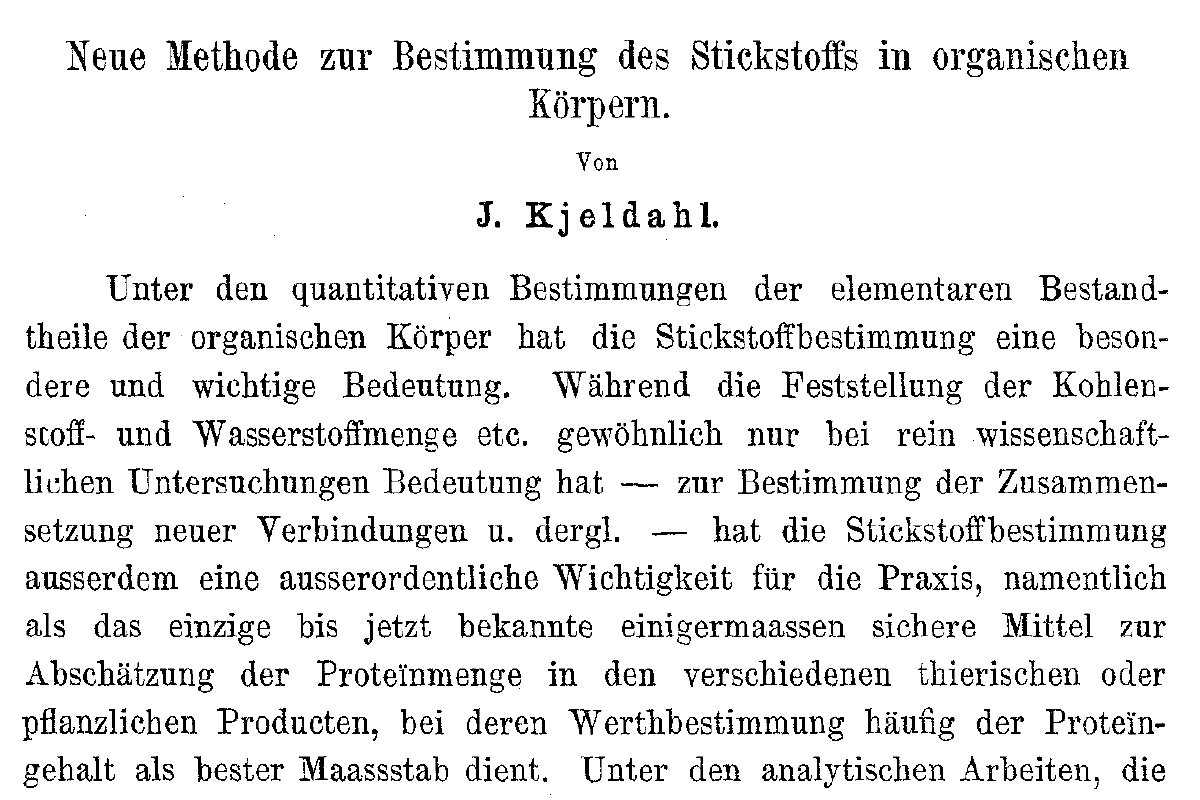
Der Anfang der 1883 in der Zeitschrift für Analytische Chemie erschienenen Veröffentlichung zur Kjeldahlschen Stickstoffbestimmung

Das von Johan Kjeldahl entwickelte Verfahren zur Stickstoffmessung fand aufgrund der breiten Anwendbarkeit, der einfachen apparativen Durchführung sowie wegen der hohen Präzision und Reproduzierbarkeit innerhalb kürzester Zeit nahezu universelle Verbreitung. Die Methode gilt deshalb als wichtiger Beitrag zur Entwicklung der organischen Chemie zum Ende des 19. Jahrhunderts und erlaubte damals im Bereich der physiologischen Chemie beziehungsweise der klinischen Chemie unter anderem die präzise Bestimmung des Proteingehaltes von Körperflüssigkeiten zur Untersuchung pathophysiologischer und diagnostischer Fragestellungen.
Als ihre wichtigsten Vorteile im Vergleich zu anderen damals genutzten Verfahren, wie den Verbrennungsmethoden von Jean-Baptiste Dumas und Anselme Payen sowie dem als Will-Varrentrapp-Methode bezeichneten Verfahren von Heinrich Will und Franz Varrentrapp, erwiesen sich die Robustheit gegenüber störenden Einflüssen sowie der geringe Zeitbedarf, wodurch ein entsprechend hoher Probendurchsatz ermöglicht wurde. Darüber hinaus ist die Kjeldahlsche Stickstoffbestimmung bis in die Gegenwart der Referenzstandard in der Lebensmittelanalytik zur Bestimmung des Eiweißgehaltes. Die Durchführung in der Routineanalytik ist heutzutage mittels entsprechender technischer Geräte und Fertigreagenzien in automatisierter Form und mit einem dementsprechend hohen Maß an Standardisierung möglich.
Neben der von Johan Kjeldahl entwickelten Methode ist auch der von ihm für deren Durchführung konstruierte Glaskolben zum Aufschluss organischer Materialien als Kjeldahl-Kolben nach ihm benannt. Sein Name ist darüber hinaus im englischsprachigen Raum in der Form to kjeldahl/kjeldahlize a sample beziehungsweise the sample was kjeldahled/kjeldahlized als Verb zur Beschreibung der Behandlung einer Probe nach seiner Methode in den wissenschaftlichen Sprachgebrauch eingegangen. Analog dazu werden im Deutschen die Worte Kjeldahlisierung beziehungsweise kjeldahlisieren als Fachausdrücke verwendet.

### Auszeichnungen
Johan Kjeldahl wurde 1890 in die Königlich Dänische Akademie der Wissenschaften sowie 1892 in die norwegische Akademie der Wissenschaften in Christiania aufgenommen und im gleichen Jahr zum Titularprofessor ernannt. Die Universität Kopenhagen verlieh ihm 1894 einen Ehrendoktortitel, darüber hinaus erhielt er das Ritterkreuz des Dannebrog-Ordens (zum Jahr der Verleihung siehe Anmerkungen zur Literatur).

## Werke (Auswahl)
- Untersuchungen über Kohlenhydrate in Gerste und Malz, mit besonderer Berücksichtigung des Vorkommens von Rohrzucker. In: Meddelelser fra Carlsberglaboratoriet. 1/1881. S. 339–379
- Neue Methode zur Bestimmung des Stickstoffs in organischen Körpern. In: Zeitschrift für Analytische Chemie. 22(1)/1883. S. 366–382
- Untersuchungen über das Verhalten der Zuckerarten Kupferlösungen gegenüber. In: Meddelelser fra Carlsberglaboratoriet. 4/1895. S. 1–62
- Ueber die Bestimmung der Zuckerarten. Wiesbaden 1896